# Мулинхэ
Мулинхэ (Мулин) — река на северо-востоке Китайской Народной Республики (провинция Хэйлунцзян), крупнейший левый приток Уссури. Длина 577 км, площадь бассейна 18 500 км².

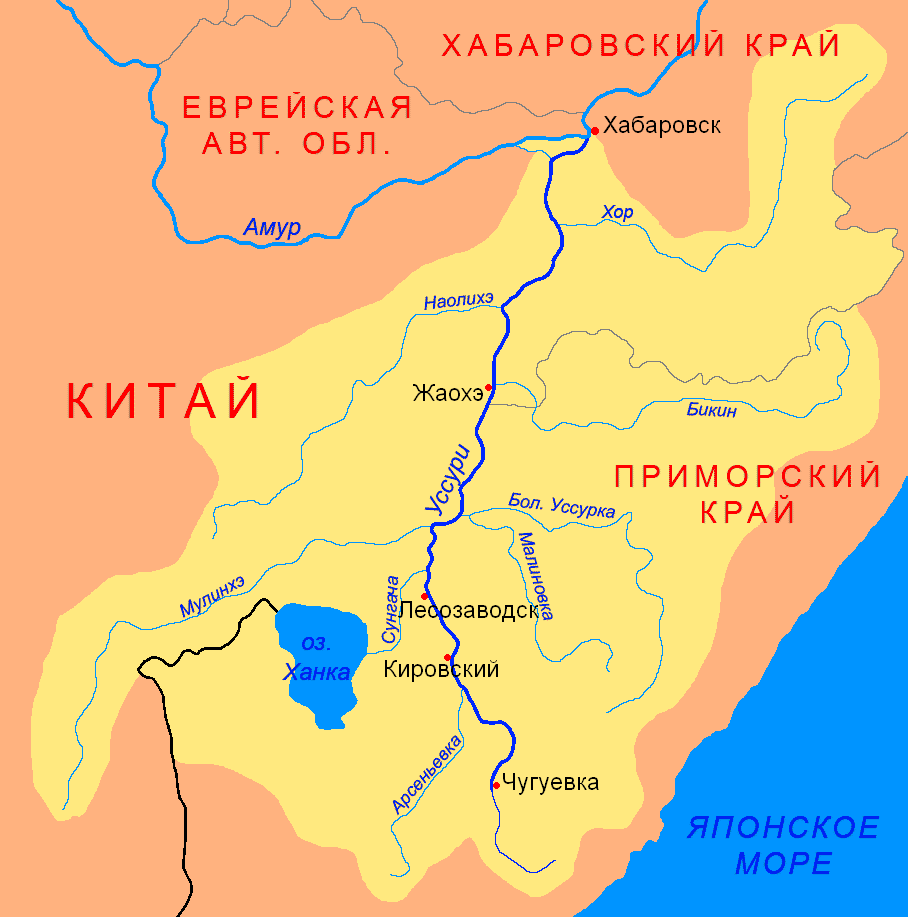
Бассейн Уссури

Истоки Мулинхэ расположены на склонах горного хребта Мулинвоцзилин, в верхнем течении река горная, в среднем и нижнем — равнинная, протекает по Приханкайской низменности. Берега в нижнем течении в основном пологие, часто — болотистые, течение медленное, разбивается на рукава.
Впадает в реку Уссури около границы КНР и России, южнее устья Большой Уссурки и Дальнереченска, наносит много ила.
В верхнем течении расположен город Цзиси, известный добычей угля. В нижнем течении расположен Хулинь.
В междуречье рек Мулинхэ и Муданьцзян в августе 1945 года в ходе советско-японской войны была проведена крупномасштабная операция РККА, закончившаяся разгромом приграничных частей Квантунской армии. Ранее в бассейне реки Мулинхэ (Мурень советских источников) 17-20 ноября 1929 г. силами РККА была проведена Мишаньская операция в ходе Советско-китайского конфликта на КВЖД (1929), также завершившаяся разгромом приграничных гарнизонов китайской армии.